# Zinkhütte Velau
Die Zinkhütte Velau war die erste Zinkhütte Eschweilers und des Aachener Reviers. Sie befand sich im 1819 von Matthias Leonhard Schleicher umgebauten und vermutlich einzigem Eschweiler Kupferhof Velau am unteren Vichtbach und wurde auch von ihm betrieben. Die Zinkhütte wurde später vom Eschweiler Bergwerksverein EBV übernommen und bildete zusammen mit Besitzanteilen an den umliegenden Erzgruben den Geschäftsbereich „Blei- und Galmeiwerke“ des EBV.
Zur gleichen Zeit steigerte die Grube Centrum ihre Steinkohlentagesförderung um fünfzig Prozent. In den Eschweiler Hütten Steinfurt, Velau und Birkengang und der Zinkhütte Münsterbusch wurde Zink nach dem Reduktionsverfahren gewonnen, wofür Kohle nötig war. Um die Kohlegewinnung auf hohem Niveau zu halten, mussten die Bergwerksanlagen zwangsläufig erweitert werden. Um die hierfür vermehrten Selbstkosten auszugleichen, wurde beschlossen, die Kohlepreise um zehn Prozent zu erhöhen. Als dann die preußische Regierung den Einfuhrzoll für belgische Kohle auf ein Viertel senkte, führte dies den EBV in eine Finanzkrise.
Zur Überwindung dieser Krise verkaufte der EBV seine Blei- und Galmeiwerke, wodurch die Zinkhütten Velau und Birkengang 1848 in den Besitz der Eschweiler Gesellschaft übergingen. Noch vor der Fusion mit der Stolberger Gesellschaft wurde die Zinkhütte Velau geschlossen. 1935 kam der Ortsteil Velau von Eschweiler an Stolberg.